# Irmlind Capelle
Irmlind Capelle (* 9. März 1958 in Detmold) ist eine deutsche Musikwissenschaftlerin und Editorin.

## Werdegang
Capelle studierte Schulmusik an der Hochschule für Musik Detmold sowie Evangelische Theologie, Musikwissenschaft und Neuere deutsche Literaturwissenschaft an der Freien Universität Berlin.
1991 wurde sie in Detmold/Paderborn promoviert. Von 1984 bis 1988 erarbeitete sie die Edition der Briefe von Albert Lortzing.
Von 1991 bis 2014 war sie bei der CD-Firma Dabringhaus & Grimm als Redakteurin tätig. Von Oktober 2014 bis Januar 2021 war sie im Musikwissenschaftlichen Seminar Detmold/Paderborn Mitarbeiterin am DFG-Projekt zur „Kontextuellen Tiefenerschließung von Musikalienbeständen am Beispiel des Detmolder Hoftheaters im 19. Jahrhundert (1825–1875)“. Danach war sie bis Mai 2023 als Wissenschaftliche Mitarbeiterin in dem DFG-Projekt „DFG-Viewer für musikalische Quellen“ tätig. Seit August 2021 ist sie überdies Wissenschaftliche Mitarbeiterin in dem DFG-Projekt „‚Henze digital‘ – Hans Werner Henzes künstlerisches Netzwerk“.
Capelle war von 1999 bis 2017 Erste Vorsitzende der Carl-Maria-von-Weber-Gesellschaft e. V. und ist seit 2009 Erste Vorsitzende der Albert-Lortzing-Gesellschaft e. V. sowie seit 2015 erste Vorsitzende der Gesellschaft der Freunde und Förderer der Lippischen Landesbibliothek/Theologische Bibliothek e. V.
Sie ist verheiratet mit dem Musikwissenschaftler Joachim Veit.

## Veröffentlichungen (Auswahl)
- Chronologisch-thematisches Verzeichnis der Werke Gustav Albert Lortzings. (zugleich: Diss. Universität-GH Paderborn 1991) Köln: Studio-Verlag, 1994, ISBN 3-89564-003-4
- Albert Lortzing. Briefe. Historisch-kritische Ausgabe (Hrsg.). Kassel 1995, ISBN 3-76181-178-0
- Albert Lortzing und die Konversationsoper in der ersten Hälfte des 19. Jahrhunderts. Bericht vom Roundtable aus Anlaß des 200. Geburtstages von Albert Lortzing am 22. und 23. Oktober 2001 in der Lippischen Landesbibliothek Detmold. Im Auftrag der Albert-Lortzing-Gesellschaft e. V. hrsg. von Irmlind Capelle, München 2004, ISBN 3-86520-076-1

## Musikeditionen (Auswahl)
- Albert Lortzing: Regina. Oper in drei Akten. Hrsg. nach den Handschriften des Komponisten von Irmlind Capelle. XXXIX, 514, VIII S. München Ricordi 2002.